# روبرت ديكسون (شاعر)
روبرت ديكسون هو لغوي ومترجم وكاتب أغاني وشاعر كندي، ولد في 23 يوليو 1944 في ايرين في كندا، وتوفي في 19 مارس 2007 في غريتر سودبوري في كندا.